# Ryan Mullen
Ryan Mullen (* 7. August 1994 in Birkenhead, England) ist ein irischer Radrennfahrer, der auf Bahn und Straße aktiv ist.

## Sportlicher Werdegang
2012 wurde Ryan Mullen europäischer Vize-Meister der Junioren im Einzelzeitfahren, bei den Straßenweltmeisterschaften belegte er in derselben Disziplin Platz neun. Im selben Jahr gewann er den Chrono des Nations (Junioren). 2013 wurde er irischer Meister im Einzelzeitfahren (U23). Bei den UEC-Bahn-Europameisterschaften für den Nachwuchs im selben Jahr errang er jeweils Bronze im Scratch sowie in der Einerverfolgung, bei den Straßenweltmeisterschaften wurde er Siebter im Zeitfahren. Ebenfalls 2013 gewann er den Chrono des Nations erneut, dieses Mal in der Klasse U23.
Ab 2014 startete Mullen in der Elite. Bei den Bahn-Weltmeisterschaften in Cali wurde er Vierter in der Einerverfolgung, bei den UCI-Straßen-Weltmeisterschaften 2016 belegte er Platz fünf im Einzelzeitfahren. Im selben Jahr errang er den Titel des irischen Meisters im Straßenrennen, 2017 errang er die Titel im Straßenrennen und im Einzelzeitfahren. Bei den UEC-Straßen-Europameisterschaften 2017 wurde er Dritter im Einzelzeitfahren. Bis einschließlich 2024 wurde er insgesamt dreimal nationaler Meister im Straßenrennen und sechsmal im Einzelzeitfahren.
Nachdem Mullen von 2018 bis 2021 für das Team Trek-Segafredo gefahren war, wechselte er im Jahr 2022 zum Team Bora-hansgrohe. 2024 wurde er für die Olympischen Spiele nominiert, wo er im Einzelzeitfahren und im Straßenrennen lange Zeit in einer Ausreißergruppe fuhr und es schließlich auf dem 60. Platz beendete.

## Erfolge

### Straße
2012
- Europameisterschaft – Einzelzeitfahren (Junioren)

2013
- Irischer Meister – Einzelzeitfahren (U23)

2014
- Straßen-Weltmeisterschaften – Einzelzeitfahren (U23)
- Irischer Meister – Einzelzeitfahren (U23)
- Irischer Meister – Straßenrennen

2015
- Irischer Meister – Einzelzeitfahren

2016
- Mannschaftszeitfahren Czech Cycling Tour

2017
- Europameisterschaft – Einzelzeitfahren
- Irischer Meister – Einzelzeitfahren
- Irischer Meister – Straßenrennen

2018
- eine Etappe Vuelta a San Juan Internacional
- Irischer Meister – Einzelzeitfahren

2019
- Irischer Meister – Einzelzeitfahren

2021
- Irischer Meister – Einzelzeitfahren, Straßenrennen

2023
- Irischer Meister – Einzelzeitfahren

2025
- Irischer Meister – Einzelzeitfahren

### Bahn
2013
- U23-Europameisterschaft – Scratch, Einerverfolgung

## Grand-Tour-Platzierungen
| Grand Tour            | 2018 | 2019 | 2020 | 2021 | 2022 | 2023 | 2024 |
| --------------------- | ---- | ---- | ---- | ---- | ---- | ---- | ---- |
| Giro d’ItaliaGiro     | 138  | –    | –    | –    | –    | –    | 131  |
| Tour de FranceTour    | –    | –    | –    | –    | –    | –    | –    |
| Vuelta a EspañaVuelta | –    | –    | –    | –    | 128  | –    | –    |